# Ruth Rendell

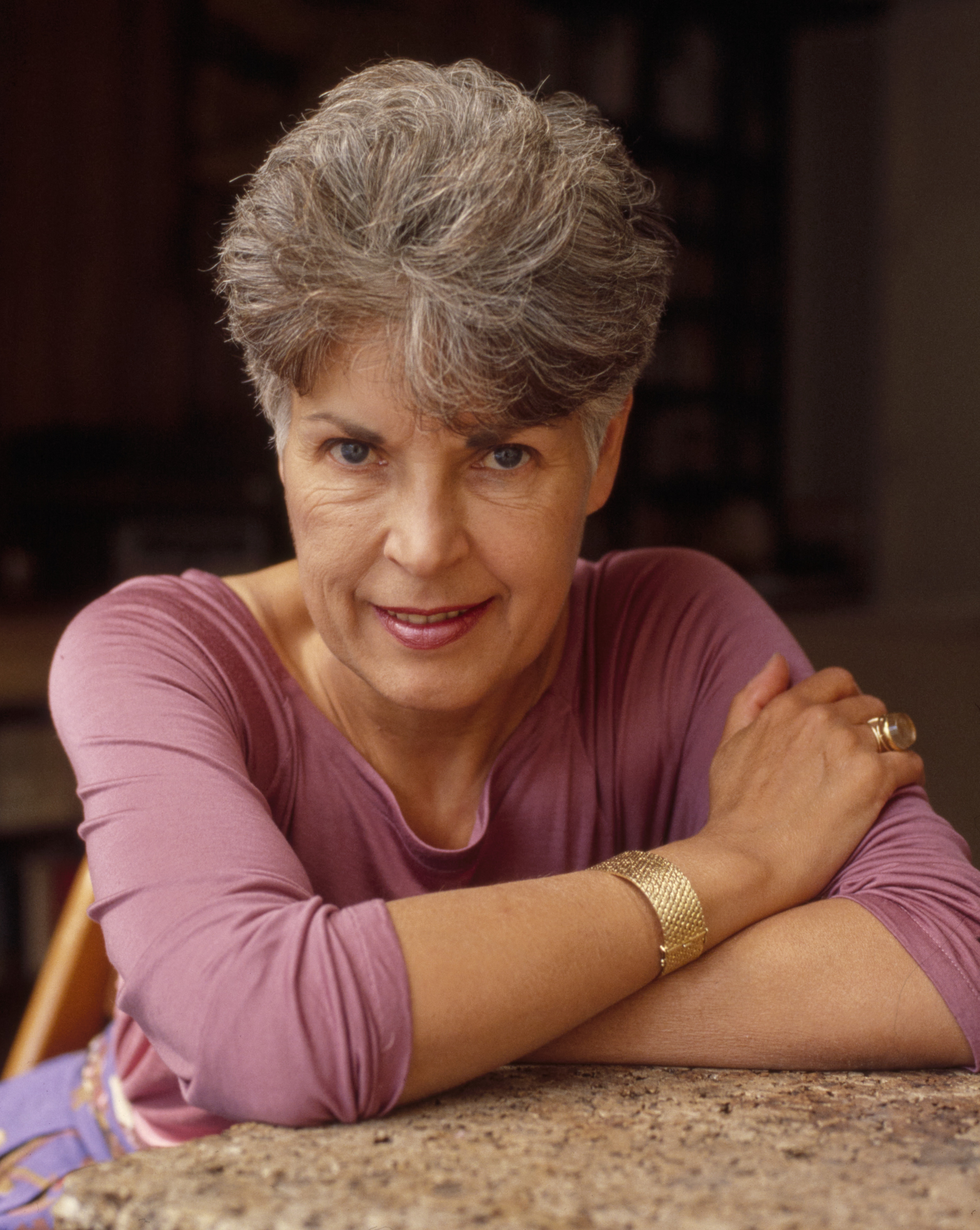
Ruth Rendell (1985)

Ruth Barbara Rendell, Baroness Rendell of Babergh CBE (* 17. Februar 1930 in South Woodford, London; † 2. Mai 2015 in London), die auch unter dem Pseudonym Barbara Vine schrieb, war eine britische Bestseller-Autorin. Sie wurde sowohl durch ihre Kriminalromane als auch durch ihre psychologischen Romane bekannt; als Barbara Vine schrieb sie Thriller und als Ruth Rendell Kriminalromane.
Ihre Werke zeichnen sich durch ihre elegante Prosa aus und wurden, wie auch Rendell selbst, wiederholt mit angesehenen Literaturpreisen ausgezeichnet. Die britische Zeitung The Guardian nahm im Jahr 2009 nicht weniger als fünf ihrer Romane und Thriller in die Liste der 1000 Romane auf, die jeder gelesen haben sollte.

## Leben
Ruth Rendell wurde 1930 als Ruth Barbara Grasemann in London geboren. Ihre Eltern waren beide Lehrer. Ihre Mutter, Ebbe Elise, war Schwedin, wuchs jedoch in Dänemark auf. Ihr Vater Arthur war dagegen Engländer. Arthur Grasemann hatte auf Grund der sehr begrenzten finanziellen Verhältnisse seiner Familie die Schule bereits mit vierzehn Jahren verlassen und eine Lehre in einer Werft absolviert. Er fand jedoch anschließend keine Stelle, setzte seine schulische Ausbildung fort und wurde schließlich Lehrer für Mathematik und Naturwissenschaften. Ruth Rendell war das einzige Kind des Ehepaares. Ihre Mutter erkrankte kurz nach der Geburt der Tochter an Multipler Sklerose.
Rendell wuchs in South Woodford am nordöstlichen Stadtrand von London auf. Sie ging in Loughton, Essex zur Schule und arbeitete danach einige Zeit als Journalistin bei ihrer lokalen Zeitung, der Chigwell Times, und ab 1948 für den Essex Express and Independent. Während der Arbeit für diese Zeitung lernte sie Donald Rendell kennen, der zu dem Zeitpunkt ebenfalls als Journalist für dieses Blatt tätig war. Sie heirateten und nach der Geburt ihres einzigen Sohnes war Rendell zehn Jahre lang Hausfrau. Parallel zu ihrer Hausarbeit begann sie in unterschiedlichen literarischen Gattungen zu schreiben. Sowohl ihre ersten Romane als auch ihre Kurzgeschichten fanden jedoch keinen Verleger. Rendell begann in den frühen 1960er Jahren an einem Kriminalroman zu arbeiten, weil ein Roman dieser literarischen Gattung aus ihrer Sicht die größte Chance bot veröffentlicht zu werden. Rendell selbst hatte kein besonderes Interesse an Kriminalromanen, auch wenn sie sich zu erinnern glaubte, als Mädchen Agatha Christie und Dorothy L. Sayers, zwei der bedeutenderen Vertreterinnen des sogenannten Goldenen Zeitalters des Whodunnit, gelesen zu haben. Ein Lektor des Hutchinson-Verlages, den ihr Ehemann kannte, nahm sich des Romans an. From Doon With Death (dt. Alles Liebe vom Tod), Rendells erster Kriminalroman um Detektive Inspector Reginald Wexford, erschien 1964. Rendell erhielt für den Roman £75.
Wexford wurde zum Protagonisten einer ganzen Reihe, die bis 2014 auf 24 Romane anwuchs und Rendell zu einer der erfolgreichsten Schriftstellerinnen Großbritanniens machte. Sie schrieb bis 2014 weitere 28 Kriminalromane ohne den Protagonisten Wexford und seit 1986 außerdem eine Reihe von Psychothrillern als Barbara Vine, einem Pseudonym, das zusammengesetzt ist aus ihrem Mittelnamen und dem Geburtsnamen ihrer Großmutter. Die Wahl eines zusätzlichen Pseudonyms hatte nie das Ziel, die wahre Identität der Autorin zu verschweigen, sondern wurde breit publiziert. Es sollte dem Leser eine Orientierungshilfe sein, welche Form von Roman er zu erwarten habe. Die unter dem Pseudonym Vine geschriebenen Romane weisen nur am Rande Elemente eines Kriminalromanes auf. Meistens setzen sie sich damit auseinander, dass Ereignisse der Vergangenheit weitreichende Auswirkungen auf die Romanprotagonisten haben. Anders als in den unter dem Namen Ruth Rendell publizierten Romanen und Kurzgeschichten konnte Rendell hier auf kriminalroman-typische Elemente wie Hinweise, Forensik, Zeugenbefragungen und gelegentlich sogar vollständig auf die Beschreibung einer polizeilichen Ermittlung verzichten.

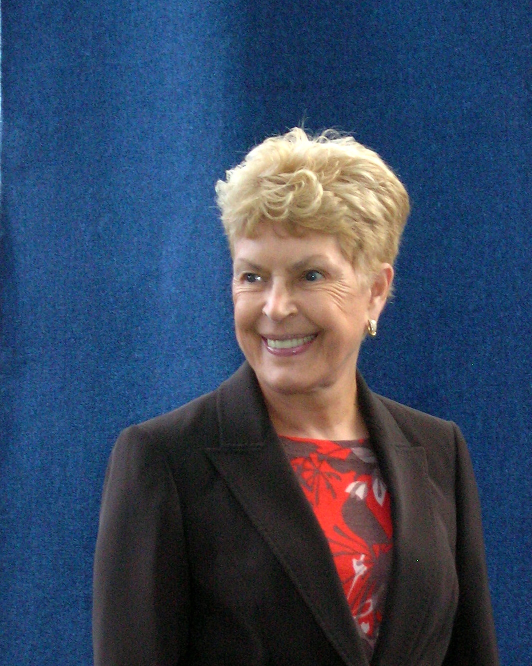
Ruth Rendell (2007)

Rendell schirmte ihr Privatleben gegenüber der Öffentlichkeit konsequent ab. Bekannt ist, dass sie sich 1975 von ihrem Ehemann scheiden ließ. Die beiden heirateten jedoch Jahre später einander erneut. Rendells Sohn lebt heute mit seiner Familie in den Vereinigten Staaten und ist dort als Psychotherapeut tätig. Das Ehepaar Rendell lebte lange Zeit im ländlichen Raum von Suffolk. Rendell zog in ihrem Leben 18 Mal um. Zuletzt wohnte und arbeitete Ruth Rendell wieder in London. Wie ihre 2014 verstorbene Freundin P. D. James war Rendell seit ihrer Erhebung in den Adelsstand 2007 Mitglied des Oberhauses. Anders als P. D. James vertrat Rendell dort Positionen der Labour Party. Rendell interessierte sich immer für soziale Themen – dies belegen auch ihre jüngeren Romane. Simisola (dt. Die Besucherin, erschienen 1994), Road Rage (dt. Wer Zwietracht sät, erschienen 1997) und Harm done (dt. Das Verderben, erschienen 1999) setzen sich unter anderem mit den sozialen Folgen von Rassismus, mit Umweltverschmutzung und häuslicher Gewalt auseinander.

## Arbeitsweise
Rendell faszinierten nach eigenem Bekunden die Verkettungen von Ereignissen, die aus einem eigentlich banalen Geschehen etwas mit unerwarteten Konsequenzen machen. In einem 1983 mit dem US-amerikanischen Herausgeber John C. Carr geführten Interview sagte Ruth Rendell:

„Ich sammle Zufälligkeiten im Leben von Menschen. Ja, tatsächlich, ich schreibe gerne über den Zufall, die Art von Zufall, die dazu führt, dass man nach links abbiegt statt nach rechts und wie dadurch der Lauf der Dinge verändert wird.“

Rendell legt häufig bereits zu Beginn eines Romans Tat und Täter offen. So beginnt ihr Roman A Judgement in Stone (dt. Urteil in Stein, 1977) mit den Worten:

„Eunice Parchman ermordete die Familie Coverdale, weil sie nicht lesen oder schreiben konnte.“

Ausgehend von diesem Satz schildert Rendell die Kette an Zufällen und Missverständnissen, die dazu führten, dass vier Personen ermordet wurden, während sie der Radioübertragung einer Opernaufführung lauschten. Typisch für die Kriminalromane Rendells ist jedoch auch, dass die Täter in irgendeiner Form einer Strafe zugeführt werden.
Rendell ist bekannt für ihre elegante und geschliffene Prosa und ihre scharfsinnige Beobachtung menschlicher Verhaltensweisen. Zusammen mit P. D. James gilt sie in England als eine der wichtigsten Vertreterinnen des psychologischen Krimis, bei dem nicht mehr wie in den klassischen Krimis die Suche nach dem Täter im Vordergrund steht, sondern der sich mit den Umständen und Beweggründen von Verbrechen auseinandersetzt. Viele von Ruth Rendells Romanen wurden verfilmt, unter anderem gibt es eine Fernsehserie mit Inspektor Wexford.

## Auszeichnungen für das literarische Lebenswerk
- 1991: Cartier Diamond Dagger lifetime achievement award der britischen Crime Writers’ Association (CWA)
- 1996: Vuoden johtolanka der finnischen Krimivereinigung Suomen dekkariseura
- 1996: Commander des Order of the British Empire
- 1997: Grand Master Award der amerikanischen Mystery Writers of America (MWA)
- 1997 wurde sie von Queen Elizabeth II. zu einem Life Peer ernannt und wählte den Titel Baroness Rendell of Babergh, of Aldeburgh im County Suffolk. Sie nahm einen Sitz für die Labour Party im britischen Oberhaus (House of Lords) ein.

## Weitere Literaturauszeichnungen
- 1975: Edgar Allan Poe Award – Kategorie Beste Kurzgeschichte für The Fallen Curtain (dt. Der gefallene Vorhang und andere Geschichten)
- 1976: Gold Dagger – Kategorie Bester englischsprachiger Kriminalroman für A Demon in My View (dt.: Dämon hinter Spitzenstores)
- 1980: Schwedischer Krimipreis – Kategorie Bester ins Schwedische übersetzte Kriminalroman für Drömmar till döds (Original: Make Death Love Me; dt.: Mancher Traum hat kein Erwachen)
- 1982: Prix du Roman d’Aventures für Master of the Moor (dt.: Der Herr des Moors)
- 1984: Silver Dagger für The Tree of Hands (dt.: Die Masken der Mütter)
- 1986: Gold Dagger für Live Flesh (dt.: In blinder Panik)
- 1987: Edgar Allan Poe Award – Kategorie Bester Roman unter dem Pseudonym Barbara Vine für A Dark-Adapted Eye (dt.: Die im Dunkeln sieht man doch)
- 1987: Gold Dagger – Kategorie Bester englischsprachiger Kriminalroman unter dem Pseudonym Barbara Vine für A Fatal Inversion (dt.: Es scheint die Sonne noch so schön)
- 1988: Deutscher Krimipreis – International 2 für Live Flesh (dt.: In blinder Panik) und Heartstones (dt.: Herzsplitter)
- 1991: Gold Dagger – Kategorie Bester englischsprachiger Kriminalroman unter dem Pseudonym Barbara Vine für King Solomon’s Carpet (dt.: König Salomons Teppich)
- 1994: Palle-Rosenkrantz-Preis für The Crocodile Bird (dt.: Der Krokodilwächter)
- 1994: Palle-Rosenkrantz-Preis unter dem Pseudonym Barbara Vine für King Solomon’s Carpet (dt.: König Salomons Teppich)

## Werke

### Inspektor-Wexford-Reihe
- 1964 From Doon With Death
  - Alles Liebe vom Tod. dt. von Monika Wittek. Ullstein, Berlin 1979, ISBN 3-548-01969-2.
  - ungekürzte Neuübersetzung von Edith Walter. Rowohlt, Reinbek bei Hamburg 1985, ISBN 3-499-42731-1.
- 1967 A New Lease of Death
  - Mord ist ein schweres Erbe. dt. von Renate Steinbach. Ullstein, Berlin 1978, ISBN 3-548-01879-3.
  - Ungekürzte Neuübersetzung von Denis Scheck. Rowohlt, Reinbek bei Hamburg 1987, ISBN 3-499-42789-3.
- 1967 Wolf to the Slaughter
  - Schweiß der Angst. dt. von Ilse Bezzenberger. Ullstein, Berlin 1983, ISBN 3-548-10224-7.
  - Neuausgabe: Den Wolf auf die Schlachtbank. Rowohlt, Reinbek bei Hamburg 1991, ISBN 3-499-42996-9.
- 1969 The Best Man to Die
  - Mord am Polterabend. dt. von Renate Steinbach. Ullstein, Berlin 1975, ISBN 3-548-01681-2.
  - Ungekürzte Neuübersetzung von Ilse Bezzenberger. Rowohlt, Reinbek bei Hamburg, 1987, ISBN 3-499-42848-2.
- 1970 A Guilty Thing Surprised
  - Der Liebe böser Engel. dt. von Renate Steinbach. Ullstein, Berlin 1978, ISBN 3-548-01926-9.
  - Ungekürzte Neuübersetzung von Denis Scheck. Rowohlt, Reinbek bei Hamburg 1988, ISBN 3-499-42830-X.
- 1971 No More Dying Then
  - Schuld verjährt nicht. dt. von Ute Tanner. Ullstein, Berlin 1978, ISBN 3-548-01916-1.
  - ungekürzte Neuübersetzung von Monika Elwenspoek. Rowohlt, Reinbek bei Hamburg 1988, ISBN 3-499-42878-4.
- 1972 Murder Being Once Done
  - Die Tote im falschen Grab. dt. von Monika Wittek. Ullstein, Berlin 1979, ISBN 3-548-10007-4.
  - Ungekürzte Neuübersetzung von Ilse Bezzenberger. Rowohlt, Reinbek bei Hamburg 1988, ISBN 3-499-42874-1.
- 1973 Some Lie and Some Die
  - Phantom in Rot. dt. von Ursula Goldschmidt. Ullstein, Berlin 1977, ISBN 3-548-01842-4.
  - Ungekürzte Neuübersetzung von Ute Tanner. Rowohlt, Reinbek bei Hamburg 1989, ISBN 3-499-42875-X.
- 1975 Shake Hands For Ever
  - Der Kuss der Schlange. dt. von Renate Steinbach. Ullstein, Berlin 1977, ISBN 3-548-01824-6.
  - Ungekürzte Neuübersetzung von Ilse Bezzenberger. Rowohlt, Reinbek bei Hamburg 1989, ISBN 3-499-42934-9.
- 1978 A Sleeping Life
  - Leben mit doppeltem Boden. dt. von Ute Tanner. Ullstein, Berlin 1978, ISBN 3-548-01939-0.
  - Ungekürzte Neuübersetzung von Ilse Bezzenberger. Rowohlt, Reinbek bei Hamburg 1990, ISBN 3-499-42898-9.
- 1981 Put On By Cunning
  - Durch Gewalt und List. dt. von Ilse Bezzenberger. Ullstein, Berlin 1982, ISBN 3-548-10151-8.
- 1983 The Speaker of Mandarin
  - Durch das Tor zum himmlischen Frieden. dt. von Edith Walter. Rowohlt, Reinbek bei Hamburg 1984, ISBN 3-499-42684-6.
- 1985 An Unkindness of Ravens
  - Die Grausamkeit der Raben. dt. von Edith Walter. Rowohlt, Reinbek bei Hamburg 1986, ISBN 3-499-42741-9.
- 1988 The Veiled One
  - Die Verschleierte. dt. von Friedrich A. Hofschuster. Rowohlt, Reinbek bei Hamburg 1989, ISBN 3-499-26224-X.
- 1992 Kissing the Gunner’s Daughter
  - Eine entwaffnende Frau. dt. von Christian Spiel. Blanvalet, München 1993, ISBN 3-7645-1072-2.
- 1994 Simisola
  - Die Besucherin. dt. von Cornelia C. Walter. Blanvalet, München 1996, ISBN 3-442-43962-0.
- 1997 Road Rage
  - Wer Zwietracht sät. dt. von Cornelia C. Walter. Blanvalet, München 1998, ISBN 3-442-05471-0.
- 1998 Harm Done
  - Das Verderben. dt. von Cornelia C. Walter. Blanvalet, München 2000, ISBN 3-7645-0052-2.
- 2002 The Babes in the Wood
  - Dunkle Wasser. dt. von Eva L. Wahser. Blanvalet, München 2004, ISBN 3-7645-0116-2.
- 2005 End in Tears
  - Ein Ende mit Tränen. dt. von Eva L. Wahser. Blanvalet, München 2008, ISBN 978-3-7645-0267-6.
- 2007 Not in the Flesh
  - Der vergessene Tote. dt. von Eva L. Wahser. Blanvalet, München 2011, ISBN 978-3-7645-0342-0.
- 2009 The Monster in the Box
  - Was die Schatten verbergen. dt. von Eva L. Wahser. Blanvalet, München 2014, ISBN 978-3-7645-0387-1.
- 2011 The Vault (bisher nicht übersetzt)
  - Es handelt sich um eine Fortsetzung von A Sight for Sore Eyes (siehe unten, „Andere Romane“)[12]
- 2013 No Man’s Nightingale
  - Die Tote im Pfarrhaus. dt. von Karin Dufner. Blanvalet, München 2018, ISBN 978-3-7645-0532-5.

### Andere Romane
- 1965 To Fear a Painted Devil
  - Der Tod fällt aus dem Rahmen. dt. von Renate Steinbach. Ullstein, Berlin 1977, ISBN 3-548-01860-2.
  - ungekürzte Neuübersetzung von Monika Wittek-Elwenspoek. Rowohlt, Reinbek bei Hamburg 1986, ISBN 3-499-42754-0.
- 1965 Vanity Dies Hard – Neuausgabe 1970: Beagle
  - Die Verblendeten. dt. von Monika Wittek-Elwenspoek. Rowohlt, Reinbek bei Hamburg 1986, ISBN 3-499-42763-X.
- 1968 The Secret House of Death
  - Haus der tausend Lügen. dt. von Sigrid Kellner. Ullstein, Berlin 1975, ISBN 3-548-01669-3.
  - ungekürzte Neuübersetzung: Das geheime Haus des Todes. dt. von Denis Scheck. Rowohlt, Reinbek bei Hamburg 1987, ISBN 3-499-42814-8.
- 1971 One Across, Two Down
  - Mord ist des Rätsels Lösung. dt. von Renate Steinbach. Ullstein, Berlin 1978, ISBN 3-548-01898-X.
  - ungekürzte Neuübersetzung, dt. von Ute Tanner. Rowohlt, Reinbek bei Hamburg 1989, ISBN 3-499-42899-7.
- 1974 The Face of Trespass
  - Flucht ist kein Entkommen. dt. von Renate Steinbach. Ullstein, Berlin 1975, ISBN 3-548-01693-6.
  - Ungekürzte Neuübersetzung von Edith Walter. Rowohlt, Reinbek bei Hamburg 1985, ISBN 3-499-42712-5.
- 1976 A Demon in My View – Gold Dagger 1976
  - Dämon hinter Spitzenstores. dt. von Renate Steinbach. Ullstein, Berlin 1976, ISBN 3-548-01790-8.
  - Ungekürzte Neuübersetzung von Edith Walter, mit einem Nachwort von Bernd Jost. Rowohlt, Reinbek bei Hamburg 1984, ISBN 3-499-42677-3.
- 1977 A Judgement in Stone
  - Urteil in Stein. dt. von Edith Walter, mit einem Nachwort von Bernd Jost. Ullstein, Berlin 1982, ISBN 3-548-10134-8.
- 1978 Make Death Love Me – Schwedischer Krimipreis – International 1980
  - Mancher Traum hat kein Erwachen. dt. von Edith Walter. Ullstein, Berlin 1980, ISBN 3-548-10044-9.
- 1980 The Lake of Darkness
  - See der Dunkelheit. dt. von Ilse Bezzenberger. Ullstein, Berlin 1981, ISBN 3-548-10099-6.
- 1982 Master of the Moor – Prix du Roman d’Aventures 1982
  - Der Herr des Moors. dt. von Ilse Bezzenberger. Ullstein, Berlin 1983, ISBN 3-548-10200-X.
- 1984 The Killing Doll
  - Der Pakt. dt. von Edith Walter, mit einem Nachwort von Helga Riedel. Rowohlt, Reinbek bei Hamburg 1985, ISBN 3-499-42709-5.
- 1984 The Tree of Hands – Silver Dagger 1984
  - Die Masken der Mütter. dt. von Edith Walter. Rowohlt, Reinbek bei Hamburg 1985, ISBN 3-499-42723-0.
- 1986 Live Flesh – Gold Dagger 1986 und Deutscher Krimipreis – International 2 1988
  - In blinder Panik. dt. von Ilse Bezzenberger. Rowohlt, Reinbek bei Hamburg 1987, ISBN 3-499-23074-7.
- 1987 Talking to Strange Men
  - Sprich nicht mit Fremden. dt. von Edith Walter. Rowohlt, Reinbek bei Hamburg 1989, ISBN 3-499-42869-5.
- 1987 Heartstones
  - Herzsplitter. dt. von Ursula Bischoff. Heyne, München 1987, ISBN 3-453-00542-2.
- 1989 The Bridesmaid
  - Die Brautjungfer. dt. von Christian Spiel. Blanvalet, München 1990, ISBN 3-7645-5783-4.
  - auch als Kriminalhörspiel, SWR. Audioverlag, Berlin 2000, ISBN 3-89813-063-0.
- 1990 The Strawberry Tree
  - Das Haus der geheimen Wünsche. dt. von Renate Orth-Guttmann. Blanvalet, München 1991, ISBN 3-442-05500-8.
- 1990 Going Wrong
  - Die Werbung. dt. von Christian Spiel. Blanvalet, München 1991, ISBN 3-7645-5826-1.
- 1993 The Crocodile Bird – Palle-Rosenkrantz-Preis 1994
  - Der Krokodilwächter. dt. von Cornelia C. Walter. Blanvalet, München 1994, ISBN 3-7645-5827-X.
- 1996 The Keys to the Street
  - Die Herzensgabe. dt. von Cornelia C. Walter. Blanvalet, München 1997, ISBN 3-7645-0113-8.
- 1998 A Sight for Sore Eyes
  - Der Sonderling. dt. von Cornelia C. Walter. Blanvalet, München 1999, ISBN 3-7645-0050-6.
- 2001 Adam and Eve and Pinch Me
  - Der Liebesbetrug. dt. von Cornelia C. Walter. Blanvalet, München 2002, ISBN 3-7645-0053-0.
  - auch als Hörbuch, gelesen von Hansi Jochmann, Regie: Wolf-D. Fruck, Köln: Random House Audio 2003, ISBN 3-89830-526-0.
- 2003 The Rottweiler
  - Der Duft des Bösen. dt. von Eva L. Wahser. Blanvalet, München 2006, ISBN 3-7645-0117-0.
- 2004 13 Steps Down
  - Die Liebe eines Mörders. dt. von Eva L. Wahser. Blanvalet, München 2007, ISBN 978-3-7645-0118-1.
- 2006 The Water’s Lovely
  - Die Unschuld des Wassers. dt. von Eva L. Wahser. Blanvalet, München 2010, ISBN 978-3-7645-0268-3.
- 2008 Portobello
  - Des Finders Lohn. dt. von Eva L. Wahser. Blanvalet, München 2013, ISBN 978-3-7645-0341-3.
- 2010 Tigerlily’s Orchids
- 2012 The St. Zita Society
  - Alle bösen Geister. dt. von Eva L. Wahser. Blanvalet, München 2016, ISBN 978-3-7645-0509-7.
- 2014 The Girl Next Door
  - Die Toten ruhen nicht. dt. von Karin Dufner; Blanvalet, München 2021, ISBN 978-3-7645-0586-8
- 2015 Dark Corners
  - Der Fremde im Haus.; dt. von Karin Dufner; Blanvalet, München 2019, ISBN 978-3-7645-0584-4.

### Kinderbücher
- 2013 Archie and Archie. Bodley Head, ISBN 978-1-78230-005-2.

### Erzählungen
- 1976 The Fallen Curtain, and other Stories (The Fallen Curtain / People Don’t Do Such Things / A Bad Heart / You Can’t Be Too Careful / The Double / The Venus Fly Trap / The Clinging Woman / The Vinegar Mother / The Fall of a Coin / Almost Human / Divided We Stand)
  - Der gefallene Vorhang und andere Geschichten. dt. von Ilse Bezzenberger. Ullstein, Berlin 1982, ISBN 3-548-10182-8.
  - auch als Hörbuch, gelesen von Tilo Werner und Martin Seifert. Audioverlag, Berlin 2004, ISBN 3-89813-364-8.
- 1979 Means of Evil, and other Stories (Means of Evil / Old Wives’ Tales / Ginger and the Kingsmarkham Chalk Circle / Achilles Heel / When the Wedding Was Over)
  - Die Wege des Bösen – Stories / Die Wege des Bösen / Altweibergeschichten / Ginger und der Kreidekreis von Kingsmarkham / Achillesferse / Als die Hochzeit vorbei war. dt. von Malte Krutzsch. Ullstein, Berlin 1980, ISBN 3-548-10071-6.
- 1982 The Fever Tree, and Other Stories of Suspense (The Fever Tree / The Dreadful Day of Judgement / A Glowing Future / An Outside Interest / A Case of Coincidence / Thornapple / May and June / A Needle for the Devil / Front Seat / Paintbox Place / The Wrong Category)
  - Der Fieberbaum – Kriminalkurzgeschichten – Der Fieberbaum / Der Tag des Jüngsten Gerichts / Eine glänzende Zukunft / Außerberufliches Interesse / Ein Fall von Koinzidenz / Stechapfel / May und June / Eine Nadel für den Teufel / Uferbank / Malkastenplatz / Die falsche Kategorie. dt. von Ilse Bezzenberger. Ullstein, Berlin 1985, ISBN 3-548-10299-9.
  - Der Fieberbaum / Stechapfel – Hörbuch, gelesen von Christian Brückner, Freiburg: Audiobuch, 2000, ISBN 3-933199-23-9.
- 1985 The New Girl Friend, and other Stories (The New Girl Friend /  A Dark Blue Perfume / The Orchard Walls / Hare’s House / Bribery and Corruption / The Whistler / The Convulvulus Clock / Loopy / Fen Hall / Father’s Day / The Green Road to Quephanda)
  - Die neue Freundin – Kriminalstories. dt. von Edith Walter. Rowohlt, Reinbek bei Hamburg, 1986, ISBN 3-499-42778-8.
- 1988 Death in the Square, Part 3
- 1991 The Copper Peacock and other Stories (A Pair of Yellow Lillies / Paperwork / Mother’s Help / Long Live the Queen / Dying Happy / The Copper Peacock / Weeds / The Fish-Sitter / An Unwanted Woman)
  - Stirb glücklich. dt. von Cornelia C. Walter. Goldmann, München, 1992, ISBN 3-442-41294-3.
- 1995 Blood Lines: Long and Short Stories (Blood Lines / Expectations / Shreds and Silvers / Lizzie’s Lover / The Carer / The Man who was the God of Love / Clothes / In All Honesty)
  - Lizzies Liebhaber. dt. von Cornelia Walter. Goldmann, München, 1996, ISBN 3-442-43308-8.
- 2000 Piranha to Scurfy, and other Stories (Piranha to Scurfy / Computer Seance / Fair Exchange / The Wink / Catamount / Walter’s Leg / The Professional / The Beach / The Astronomical Scarf / High Mysterious Union / Myth)
  -  Kein Ort für Fremde. dt. von Cornelia C. Walter. Goldmann, München 2002, ISBN 3-442-45012-8.
- 2006 Collected Short Stories, Volume 1
- 2008 Collected Short Stories, Volume 2

### Sachbücher
- 1989 Ruth Rendell’s Suffolk
- 1989 Undermining the Central Line: giving government back to the people (zusammen mit Colin Ward)
- 1995 The Reason Why: An Anthology of the Murderous Mind

### Unter dem Pseudonym Barbara Vine
- 1986 A Dark-Adapted Eye – Edgar (Bester Roman) 1987.
  - Die im Dunkeln sieht man doch. dt. von Renate Orth-Guttmann. Diogenes, Zürich 1989, ISBN 3-257-01764-2.
- 1987 A Fatal Inversion – Gold Dagger 1987.
  - Es scheint die Sonne noch so schön. dt. von Renate Orth-Guttmann. Diogenes, Zürich 1989, ISBN 3-257-22417-6.
- 1988 The House of Stairs
  - Haus der Stufen. dt. von Renate Orth-Guttmann. Diogenes, Zürich 1990, ISBN 3-257-01865-7.
- 1990 Gallowglass
  - Liebesbeweise. dt. von Renate Orth-Guttmann. Diogenes, Zürich 1991, ISBN 3-257-01865-7.
- 1991 King Solomon’s Carpet – Gold Dagger 1991 und Palle-Rosenkrantz-Preis 1994.
  - König Salomons Teppich. dt. von Renate Orth-Guttmann. Diogenes, Zürich 1993, ISBN 3-257-01956-4.
- 1993 Asta’s Book
  - Astas Tagebuch. dt. von Renate Orth-Guttmann. Diogenes, Zürich 1994, ISBN 3-257-22824-4.
  - Astas Tagebuch – Hörbuch (gekürzte Fassung), gelesen von Anna Thalbach, Audiobuch, Freiburg im Breisgau 2001, ISBN 3-933199-70-0.
- 1994 No Night Is Too Long
  - Keine Nacht dir zu lang. dt. von Renate Orth-Guttmann. Diogenes, Zürich 1995, ISBN 3-257-22970-4.
- 1996 The Brimstone Wedding
  - Schwefelhochzeit. dt. von Renate Orth-Guttmann. Diogenes, Zürich 1997, ISBN 3-257-06156-0.
- 1998 The Chimney Sweepers’s Boy
  - Der schwarze Falter. dt. von Renate Orth-Guttmann. Diogenes, Zürich 1999, ISBN 3-257-23261-6.
- 2000 Grasshopper
  - Heuschrecken. dt. von Renate Orth-Guttmann. Diogenes, Zürich 2001, ISBN 3-257-06275-3.
- 2002 The Blood Doctor
  - Königliche Krankheit. dt. von Renate Orth-Guttmann. Diogenes, Zürich 2003, ISBN 3-257-06345-8.
- 2005 The Minotaur
  - Aus der Welt. dt. von Renate Orth-Guttmann. Diogenes, Zürich 2007, ISBN 978-3-257-06550-3.
- 2008 The Birthday Present
  - Das Geburtstagsgeschenk. dt. von Renate Orth-Guttmann. Diogenes, Zürich 2009, ISBN 978-3-257-06731-6.
- 2012 The Child’s Child
  - Kindes Kind. dt. von Renate Orth-Guttmann. Diogenes, Zürich 2015, ISBN 978-3-257-06946-4.

## Verfilmungen

### Kino
- 1976: Diary of the Dead – USA, Regie: Arvin Brown – Verfilmung von One Across, Two Down
- 1985: Blutiger Engel (A Judgement in Stone) – Kanada/England, Regie: Ousama Rawi
- 1991: Der Mann nebenan – Deutschland, Regie: Petra Haffter – Verfilmung von A Demon in my View
- 1995: Biester (La cérémonie) – Frankreich/Deutschland, Regie: Claude Chabrol – Verfilmung von A Judgement in Stone
- 1997: Live Flesh – Mit Haut und Haar (Carne tremula) – Frankreich/Spanien, Regie: Pedro Almodóvar
- 2001: Betty Fisher et autres histoires – Frankreich/Kanada, Regie: Claude Miller – Verfilmung von Tree of Hands
- 2003: Inquiétudes – Frankreich, Regie: Gilles Bourdos – Verfilmung von A Sight for Sore Eyes
- 2004: Die Brautjungfer (La Demoiselle d’honneur) – Frankreich/Deutschland/Italien, Regie: Claude Chabrol – Verfilmung von The Bridesmaid
- 2004: Loopy – Kurzfilm / USA, Regie: Seth Michael Donsky
- 2014: Eine neue Freundin (The New Girl Friend) – Frankreich, Regie: François Ozon

### Fernsehen
Die englische Fernsehserie The Ruth Rendell Mysteries nach Romanen und Erzählungen von Ruth Rendell wurde mit insgesamt 82 Episoden mit einer Länge von 50 Minuten und einigen sogenannten „Specials“ – nämlich den Folgen ohne Inspector Wexford (mit Ausnahme der allerletzten Folge Harm Done) – zwischen 1987 und 2000 meist als Zwei- oder Dreiteiler in Großbritannien auf ITV ausgestrahlt. Rendell schrieb keines der Drehbücher; Wexford wurde gespielt von George Baker, der damit zu einem der großen britischen Fernsehstars der 1990er Jahre wurde. In Deutschland strahlte Vox 1994/95 unter dem Titel Inspektor Wexford ermittelt einige Episoden aus.
- 1987: Dead Lucky – ein ‚Special‘, Regie: Barbara Rennie – Verfilmung von Lake of Darkness
- 1987: Wolf to the Slaughter – Episoden 1 – 4, Regie: John Davies
- 1988: A Guilty Thing Surprised – dt. Blutsbande (1995) – Episoden 5 – 7, Regie: Mary McMurray
- 1988: An Affair in Mind – dt. Letzter Ausweg: Affäre – ein ‚Special‘, Regie: Colin Luke – Verfilmung von The Face of Trespass
- 1988: Shake Hands Forever – dt. Kalkulierter Mord – Episoden 8 – 10, Regie: Don Leaver
- 1988: No Crying He Makes – dt. Das Baby – Episode 11, Regie: Mary McMurray – Verfilmung der Erzählung Ginger and the Kingsmarkham Chalk Circle
- 1989: No More Dying Then – Episoden 12 – 14, Regie: Jan Sargent
- 1989: A Sleeping Life – Episoden 15 – 17, Regie: Bill Hays
- 1989: The Veiled One – Episode 18, Regie: Mary McMurray
- 1990: Some Lie and Some Die – dt. Phantom in Rot – Episoden 19 – 21, Regie: Sandy Johnson
- 1990: The Best Man to Die – dt. Abgang für Freund Charlie – Episoden 22 – 24, Regie: Herbert Wise
- 1990: An Unkindness of Ravens – Episoden 25 + 26, Regie: John Gorrie
- 1990: Put on by Cunning – Episode 27, Regie: Sandy Johnson
- 1991: A New Lease of Death – Episoden 28 – 30, Regie: Herbert Wise
- 1991: Murder Being Once Done – dt. Die Tote im falschen Grab – Episoden 31 – 33, Regie: John Gorrie
- 1991: From Doon with Death – Episoden 34 + 35, Regie: Mary McMurray
- 1991: Means of Evil – Episoden 36 + 37, Regie: Sarah Hellings
- 1991: Achilles Heel – dt. Tod auf Korsika – Episode 38, Regie: Sandy Johnson
- 1991: The Speaker of Mandarin – Episoden 39 – 41, Regie: Herbert Wise
- 1992: The Mouse in the Corner – dt. Spiel im Dunkeln – Episoden 42 + 43, Regie: Rob Walker – Verfilmung der Erzählung Blood Lines
- 1992: An Unwanted Woman – Episoden 44 + 45, Regie: Jenny Wilkes
- 1992: Kissing the Gunner’s Daughter – dt. Die Geliebte des Mörders – Episoden 46 – 48, Regie: Mary McMurray
- 1992: Talking to Strange Men – Episode 49, Regie: John Gorrie
- 1993: Gallowglass – ein ‚Special‘, Regie: Tim Fywell
- 1994: Master of the Moor – Episoden 50 – 52, Regie: Marc Evans
- 1994: A Dark-Adapted Eye – ein ‚Special‘, Regie: Tim Fywell
- 1995: Vanity Dies Hard – Episoden 53 – 55, Regie: Alan Grint
- 1996: The Strawberry Tree – Episoden 56 + 57, Regie: Herbert Wise
- 1996: Heartstones – Episode 58, Regie: Piers Haggard
- 1996: Simisola – Episoden 59 – 61, Regie: Jim Goddard
- 1996: The Secret House of Death – Episoden 52 + 63, Regie: Jim Goddard
- 1996: A Case of Coincidence – Episoden 64 + 65, Regie: Gavin Millar
- 1997: The Double – Episode 66, Regie: Mary McMurray
- 1997: Bribery and Corruption – Episoden 67 + 68, Regie: Mike Vardy
- 1997: May and June – Episoden 69 + 70, Regie: James Cellan Jones
- 1997: Thornapple – Episode 71, Regie: Mary McMurray
- 1997: Front Seat – Episode 72, Regie: Sandy Johnson
- 1997: A Dark Blue Perfume – Episode 73, Regie: Sandy Johnson
- 1998: The Going Wrong – Episoden 74 – 76, Regie: Matthew Evans
- 1998: Road Rage – Episoden 77 – 80, Regie: Bruce McDonald
- 1998: You Can’t Be Too Careful – Episode 81, Regie: Matthew Evans
- 1998: The Orchard Walls – Episode 82, Regie: Gwennan Sage
- 1999: The Lake of Darkness – ein ‚Special‘, Regie: Bruce McDonald
- 1999: The Fallen Curtain – ein ‚Special‘, Regie: Matthew Evans
- 2000: Harm Done – ein ‚Special‘, Regie: Bruce McDonald

### Weitere Fernsehverfilmungen
- 1981: A Glowing Future – Fernsehfilm aus der Serie Tales of the Unexpected, USA, Regie: John Peyser (Drehbuch: Ross Thomas)
- 1985: People Don’t Do Such Things – Fernsehfilm aus der Serie Tales of the Unexpected, USA, Regie: Gordon Hessler (Drehbuch: Ross Thomas)
- 1989: Tree of Hands – Fernsehfilm, England, Regie: Giles Foster
- 1990: A Fatal Inversion – dt. Verhängnisvolles Erbe (1998) – Fernsehfilm, England, Regie: Tim Fywell
- 2003: No Night Is Too Long – Fernsehfilm, England / Kanada, Regie: Tom Shankland